# كأس سلوفاكيا 2010–11
كأس سلوفاكيا 2010–11 هو موسم من كأس سلوفاكيا. كان عدد الأندية المشاركة فيه 52، وفاز فيه نادي سلوفان براتيسلافا.